# トリノ-ミラノ高速線
トリノ-ミラノ高速線 (ferrovia ad Alta Velocità Torino-Milano) は、イタリアの高速鉄道路線である。
路線は2002年から建設を開始。路線長は125km（98kmがトリノ、27kmがロンバルディア）で、建設費は総額25,8億ユーロ（1kmあたり2060万ユーロ）。41のコムーネを通過する。
路線の延長区間は80%（約100km）の地上部分、およびいくつかの切り通し、15%（約20km）の高架線、5%（約5km）のトンネルなどで、平らな構造とされている。特にサンティタ高架線（3.8km）とプレニャーナ・ミラネーゼのトンネル（600m）は最も重要な工事である。.
トリノからノヴァーラの85kmの区間は、トリノオリンピックに合わせ2006年2月10日に完成した。のこるノヴァーラからミラノの40kmの区間は、2009年12月5日に開業した。
本路線はヨーロッパ連合の計画するリスボンとキエフを繋ぐヨーロッパ横断高速鉄道網の第5ルートの一部である。

## 備考
1. ↑  FS S.p.A.